# Muhammad Said al-Hakim
Muhammad Said al-Tabatabai al-Hakim (arabiska: محمد سعيد الطباطبائي الحكيم), född 1936 i Najaf, Irak, död 2021 i Najaf, var en irakisk shiamuslimsk sayyid och storayatolla och ansågs vara bland de högsta religiösa auktoriteterna i Irak. Han var en av fyra marja' al-taqlid i Najaf. Han har skrivit många böcker och publikationer, varav några av dem har översatts till flera språk. Han har skrivit fler än 40 böcker om fiqh (islamisk rättsvetenskap), och har tränat många lärda inom islamiska läror.
al-Hakim satt fängslad mellan 1983 och 1991 under Saddam Husseins styre, som fruktade att grannlandet Irans islamiska revolution skulle sätta igång en liknande händelse i Irak. Han satt i husarrest under den irakiske diktatorn Saddam Husseins sista dagar vid makten, innan USA:s invasion av Irak. År 2003 utsattes han för ett lönnmordsförsök då hans hus i Najaf bombades. Tre av hans livvakter dödades och flera familjemedlemmar skadades. Släktingar anklagade terrorister för bomben.
al-Hakim blev 85 år gammal och dog av en hjärtattack, och den irakiske presidenten Barham Salih skickade kondoleanser till shiaislams "framstående personlighet". USA:s ambassad i Bagdad uttryckte också sina kondoleanser.